# Volta a Llombardia 1998
La Volta a Llombardia 1998 fou la 92a edició de la clàssica ciclista Volta a Llombardia. La cursa es va disputar el 17 d'octubre de 1998, sobre un recorregut de 253 km, i era la desena i última prova de la Copa del Món de ciclisme de 1998. El vencedor final fou el suís Oscar Camenzind, que s'imposà en l'arribada a Bèrgam.

## Classificació general
|    | Ciclista         | Equip                          | Temps           |
| -- | ---------------- | ------------------------------ | --------------- |
| 1  | Oscar Camenzind  | Mapei-Bricobi                  | 5 h 59 min 01 s |
| 2  | Michael Boogerd  | Rabobank                       | + 6 s           |
| 3  | Felice Puttini   | Ros Mary-Amica Chips           | + 1 min 21 s    |
| 4  | Michele Bartoli  | Asics-CGA                      | 1 min 21 s      |
| 5  | Pascal Richard   | Casino                         | 1 min 21 s      |
| 6  | Gilberto Simoni  | Cantina Tollo-Alexia Alluminio | + 1 min 57 s    |
| 7  | Marco Serpellini | Brescialat-Liquigas            | + 3 min 50 s    |
| 8  | Markus Zberg     | Post Swiss Team                | 3 min 50 s      |
| 9  | Andrei Zíntxenko | Vitalicio Seguros              | 3 min 50 s      |
| 10 | Andrea Tafi      | Mapei-Bricobi                  | 3 min 50 s      |